# Hispanidad

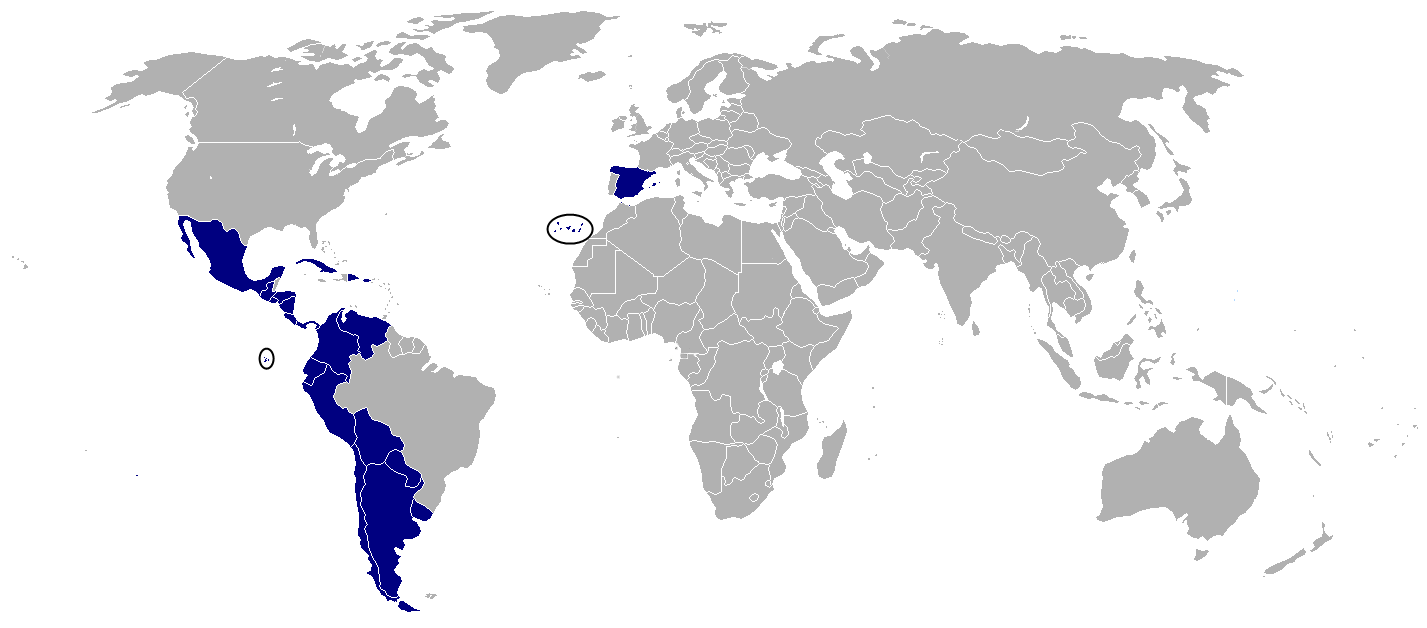
Países que forman parte de la hispanidad.

Hispanidad es un término que se refiere a la comunidad y conjunto de pueblos hispánicos o al grupo de características lingüísticas y culturales que comparten entre sí.
El término fue acuñado en el siglo XVI pero fue recuperado por el filósofo español Miguel de Unamuno en 1909. Ganó popularidad en España e Hispanoamérica durante el periodo de entreguerras, sobre todo en círculos políticos de derecha o nacionalistas, si bien luego se extendió por todo el espectro ideológico, de derecha a izquierda, como una forma de revalorizar el idioma y cultura en común. Se asoció en un principio al catolicismo, o también a la idea de catolicidad siendo uno de sus pilares fundamentales, sin excluir otros dogmas religiosos diferentes al catolicismo u otras formas de creencias, pensamientos e ideologías junto con el uso del idioma español, sin embargo luego el conocimiento del idioma español se transformó en el pilar fundamental del movimiento dejando en segundo lugar la religión practicada por cada hispano. La hispanidad se celebra en el Día de la Raza, celebrado en España como Día de la Hispanidad.
Más allá de sus connotaciones políticas, la idea de Hispanidad ha dado origen a varias organizaciones panhispánicas, especialmente las relacionadas con la promoción del idioma español en el mundo, como la Asociación de Academias de la Lengua Española, fundada en 1951.

## Etimología
Etimológicamente, la palabra «hispanidad» deriva de Hispania, nombre que los romanos dieron a la península ibérica.

## Historia del término e idea de Hispanidad
La palabra «hispanidad» existe desde antiguo. Se ha encontrado en el Tractado de orthographía y accentos en las tres lenguas principales de Alejo Venegas, impreso en 1531, utilizada con un significado que alude al estilo de la expresión lingüística. Con un significado similar la incluye el Diccionario de la Real Academia Española en su edición de 1803, definiéndola como sinónimo de «hispanismo», a la que a su vez define como «modo de hablar peculiar de la lengua española».

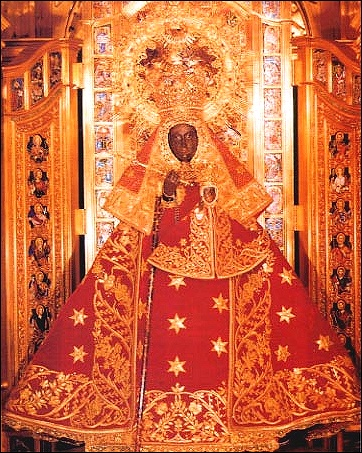
El 12 de octubre de 1928 la Virgen de Guadalupe.
fue proclamada «Reina de la Hispanidad» por el Primado de España (legado especial de Pío XI) en presencia de Alfonso XIII.

A principios del siglo XX la palabra surgió con nuevos significados, atribuyéndose al filósofo español Miguel de Unamuno su reintroducción en 1909. El 11 de marzo de 1910 Unamuno la utilizó en un artículo publicado en el diario La Nación de Buenos Aires titulado Sobre la argentinidad, para comentar elogiosamente el libro La restauración nacionalista del pensador radical argentino Ricardo Rojas (el propio Rojas publicaría en 1916 un libro titulado La argentinidad). Allí comparó la palabra «hispanidad» con otras expresiones equivalentes como «argentinidad», «americanidad», «españolidad» e «italianidad». Unamuno asoció la expresión a la variedad de pueblos que hablan el mismo idioma español, hecho al que limita la idea de «raza», y le confiere un sentido igualitario cuestionando la idea de «Madre Patria» asignada a España para sostener que habría que hablar de «hermanas» para referirse a las repúblicas sudamericanas «y dejarnos de primacías y maternidades».

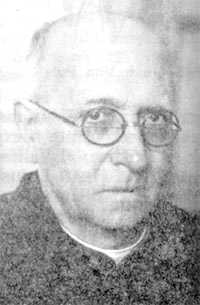
El sacerdote Zacarías de Vizcarra difundió el término «Hispanidad» en 1926.

No obstante, el desarrollo del término se produjo recién en la década de 1920, efectuado por intelectuales influidos por el pensamiento de Charles Maurras; el escritor español José María Salaverría, residente en Argentina entre 1910 y 1913, habría reivindicado, aunque de forma no explícita, ya hacia 1914 una idea de comunidad hispánica comparable a la de Hispanidad que se desarrollaría posteriormente, aunque el otorgamiento bien de un carácter de hermandad o bien el de un liderazgo español de esta comunidad es una cuestión ambigua en su obra. El término «hispanidad» sería rescatado por el sacerdote español Zacarías de Vizcarra, residente en Buenos Aires, y que en 1926 propuso en Buenos Aires que debía cambiarse el término «Fiesta de la Raza» por el de «Fiesta de la Hispanidad». Se ha llegado a defender que el origen del sentido moderno de Hispanidad no correspondería a Vizcarra. Durante el reinado de Alfonso XIII la Virgen de Guadalupe sería coronada canónicamente como «Reina de la Hispanidad» en España, celebrándose cada 12 de octubre el «Día de la Hispanidad» en Guadalupe. A finales de la década el escritor vanguardista Ernesto Giménez Caballero comenzaría a elaborar una narrativa neo-imperialista de la Hispanidad en la La Gaceta Literaria. La doctrina de la Hispanidad se convertiría en un pivote fundamental del pensamiento reaccionario en España.
Posteriormente, ya en los años de la Segunda República española, el literato Ramiro de Maeztu, que había sido embajador de la dictadura de Primo de Rivera de España en Argentina entre 1928 y 1930, retomaría el concepto de hispanidad: el interés que le suscitaron los temas relacionados con América así como el contacto que había mantenido durante su estancia en Argentina con los participantes de los llamados Cursos de Cultura Católica para Universitarios, representantes del pensamiento nacional, católico y antiliberal del clero del país y de cuya plantilla de profesores Vizcarra había formado parte, ayudarían a conformar las ideas sobre la hispanidad que plasmaría en sus pensamientos escritos, como los expuestos en la Defensa de la Hispanidad (1934).
Maeztu erróneamente atribuiría a Vizcarra la acuñación del término, que correspondería a Unamuno. En la Hispanidad de Maeztu cristalizarían los aspectos de índole cristiana y humanista que identificarían a los pueblos hispánicos, enfrentados al racionalismo, al liberalismo y a la democracia, ajenos estos últimos según el planteamiento de Maeztu al ethos hispánico. La obra de Maeztu, que unía de manera «inexorable» catolicismo e Hispanidad, influiría notablemente tanto a los nacionalistas argentinos, como al primer franquismo y la extrema derecha española. Aunque proclamadamente antirracista debido a su raigambre católica, el igualitarismo racial en la Hispanidad de Maeztu se restringe al ámbito de la salvación ultraterrena.

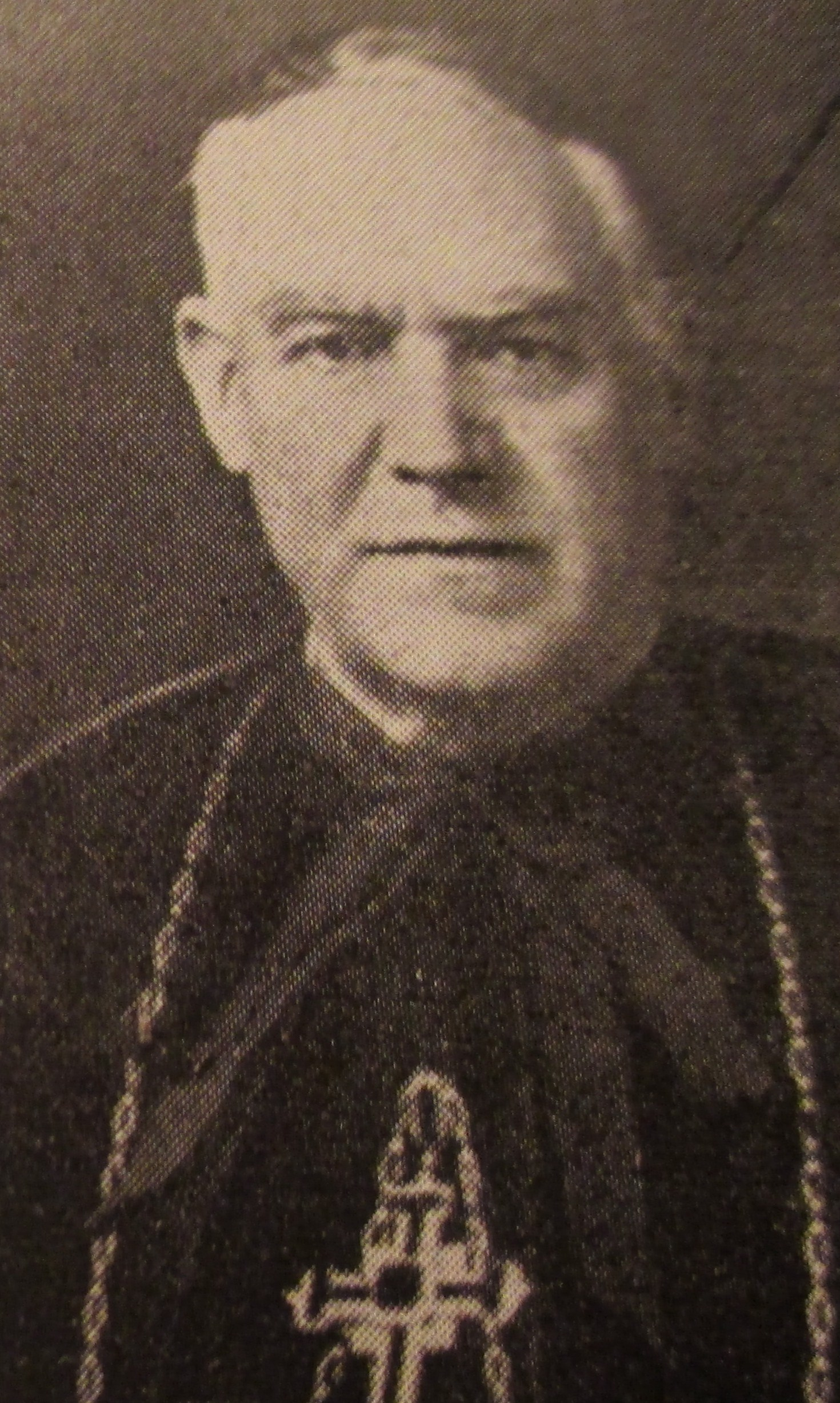
El arzobispo Isidro Gomá defendió las ideas de Vizcarra y Maeztu.

El 12 de octubre de 1934, estando en Argentina el Primado de España arzobispo Isidro Gomá Tomás, pronunció durante la celebración oficial de la fiesta en el Teatro Colón una declaración titulada Apología de la Hispanidad tomando las ideas de Maeztu.
La doctrina de la Hispanidad articulada por Maeztu conectaría con los movimientos de reacción del continente americano contrarios tanto al expansionismo estadounidense como a los movimientos revolucionarios de izquierdas; desde la década del 30, en varios países el concepto de Hispanidad fue utilizado para conformar corrientes hispanistas de derecha católica que estuvieron relacionadas con los grupos antidemocráticos, los golpes de estado y las dictaduras, que se extendieron por la mayoría de los países de habla hispana. 
| «América es la obra de España. Esta obra de España lo es esencialmente de catolicismo. Luego hay relación de igualdad entre hispanidad y catolicismo, y es locura todo intento de hispanización que lo repudie.» —Fragmento de «Apología de la Hispanidad» de Isidro Gomá Tomás (Buenos Aires, 1934), recogido en Acción Española (1 de noviembre de 1934). |

La narrativa de la Hispanidad figuró con un papel destacado en el mensaje del bando sublevado durante la guerra civil española, empleándose como herramienta bélica. En una conferencia celebrada en 1938 en Buenos Aires, otro contribuidor al concepto de Hispanidad, el filósofo, teólogo y traductor Manuel García Morente, convertiría al general Franco en el salvador del legado de la Hispanidad frente a un «ejército invisible» enviado ya en 1931 por la Internacional comunista de Moscú. García Morente sintetizaría la esencia de la Hispanidad en el ideal del «caballero cristiano», mitad monje mitad soldado, figura que tuvo cierto recorrido plasmada en las páginas de los primeros libros de texto del franquismo. El médico español Antonio Vallejo-Nájera, recuperaría el concepto de Hispanidad de Maeztu y Vizcarra, no biologicista sino cultural, en su obra Eugenesia de la Hispanidad y Regeneración de la Raza (1937); en la obra se defendería la consecución de la regeneración nacional mediante la tutela jurídica del Estado, propiciando un marco justificador de la apropiación de menores. La Virgen del Pilar, cuya fiesta estaba vinculada ya a la llamada Fiesta de la Raza, acabaría siendo considerada en España «símbolo de la Hispanidad», y se uniría durante el nacionalcatolicismo de la dictadura franquista a la idea de patriotismo y a las «esencias hispánicas».
Franco crearía el 2 de noviembre de 1940 el Consejo de la Hispanidad organismo, que, aunque se había llegado por momentos a pretender que constituyera una suerte de institución supranacional, se limitaría a un consejo de 74 miembros nombrados por el régimen al que le fue encomendada la coordinación de las relaciones con Hispanoamérica . La Hispanidad se constituiría en el origen de un nacionalismo expansivo, primero imperialista y después cultural. Además de como elemento identitario nacional y baluarte del catolicismo, el franquismo emplearía la Hispanidad como «tarjeta de presentación» de España de cara a las relaciones internacionales. El Consejo de la Hispanidad se transformaría en 1946 en el llamado Instituto de Cultura Hispánica, experimentando a su vez una transición del perfil anterior más bien falangista a uno predominantemente católico en el marco de un cambio general en la proyección de la doctrina de la Hispanidad entre 1945 y 1957, con Alberto Martín-Artajo a la cabeza del ministerio español de Asuntos Exteriores, empleando durante este periodo un discurso de índole «defensiva», dejando atrás las menciones a imperio y raza (biológica). Posteriormente, durante el Segundo franquismo —menos constreñido por la comunidad internacional—, se pasaría con Fernando María Castiella al frente de la cartera de Exteriores a proyectar desde las instituciones franquistas una retórica más ofensiva, aunque sin alcanzar los extremos del periodo de Serrano Súñer como ministro de Exteriores.
En 1938 y 1940 el nicaragüense Pablo Antonio Cuadra publicó en Buenos Aires y Madrid respectivamente, su libro Hacia la Cruz del Sur, en el que profundiza las ideas hispanistas de Ramiro de Maeztu, las monárquicas antidemocráticas de Eugenio Vegas Latapie y del nacionalismo integral de Charles Maurras. Elevando a lo más alto los valores del catolicismo, el nacionalismo y de la hispanidad, Cuadra desarrolló un pensamiento orientado a rechazar el liberalismo, el indigenismo, la democracia y el llamado imperialismo de Estados Unidos:

América ha sido formada a base de la cruz y de la espada. De la cruz, arma de la catolicidad, y de la espada, arma de la Hispanidad; y si La cruz y la espada eran abolidas como signos sostenedores del espíritu de unidad de nuestras tierras, vendría —como ha venido—, la disolución y el caos levantando la masa amorfa sobre la cual opera la conquista, es decir el bárbaro.

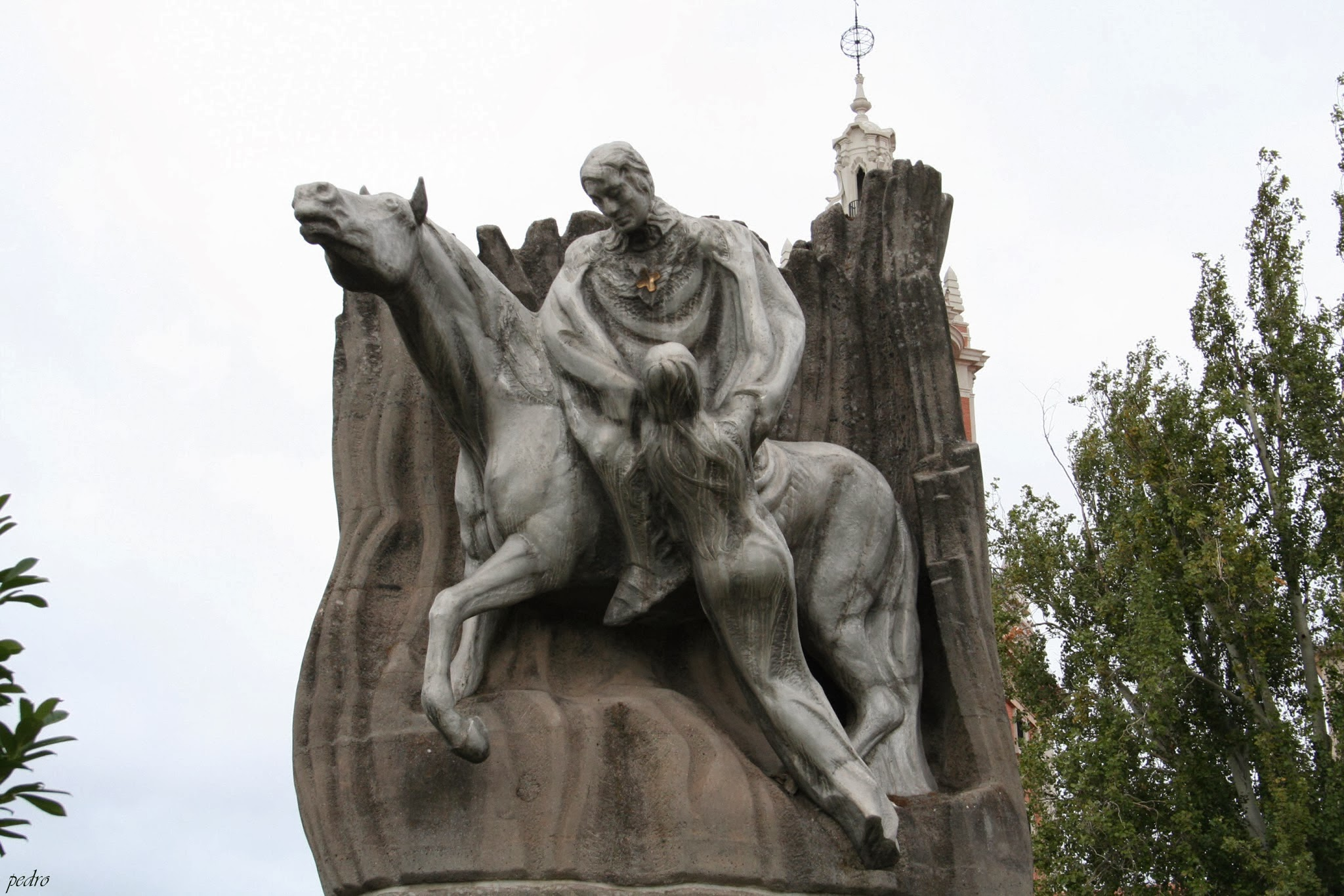
Monumento a la Hispanidad realizado por Agustín de la Herrán Matorras inaugurado en 1971 en Madrid.

Ya en la década de 1930 el escritor conservador mexicano Alfonso Junco ejercería de activo propagandista de la Hispanidad. Uno de los elementos clave de la ideología del mexicano panista Efraín González Luna fue, enorgulleciéndose del mestizaje, la hispanidad, concebida en términos una comunidad de estados soberanos unidos, defensores de sus valores frente a amenazas externas, como sería, para el autor, el comunismo. Otras figuras críticas con el México posrevolucionario en las que dejó huella la doctrina de la Hispanidad fueron Miguel Palomar y Vizcarra, Jesús Guisa y Azevedo, Salvador Abascal y Salvador Borrego. El sinarquismo vio en la Hispanidad un componente fundamental de la vitalidad de la nación mexicana.
En la mitad del siglo XX el peruano democristiano Víctor Andrés Belaúnde constataba que Perú era esencialmente una nación que giraba alrededor lo que era hispánico.
Sin embargo, a pesar de esta preponderancia del pensamiento conservador, el relato de la hispanidad acabó alcanzado una categoría totalizadora de la que incluso a los escritores vinculados a la izquierda o a la república, como por ejemplo Ramón J. Sender o Cristóbal de Castro, les resultó imposible esquivar. También, tras la guerra civil española, la idea de hispanidad también aparecería con nuevas acepciones recogida por autores del exilio republicano español, como Fernando de los Ríos, Joaquín Xirau, Eduardo Nicol o Américo Castro. Salvador de Madariaga, también exiliado, defendería, por otra parte, a la hispanidad como un factor positivo de cara a la ontogenia cultural, poniendo en valor el mestizaje producido en contraste con el ejemplo anglosajón.

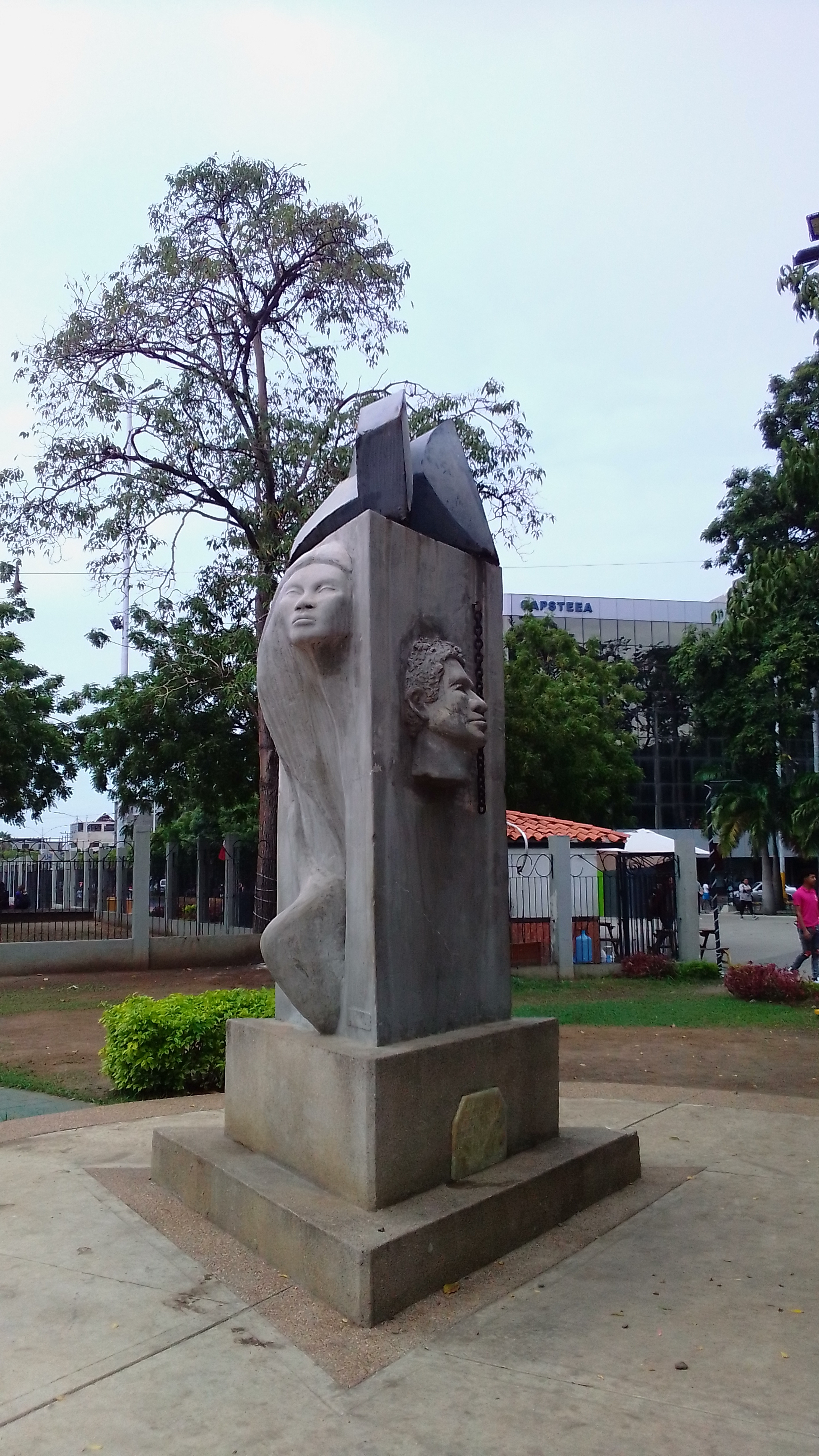
Monumento a la Hispanidad en Barcelona, Venezuela.

En Argentina, que fue uno de los escasos estados amigables con la dictadura franquista en el período inmediatamente posterior a la Segunda Guerra Mundial, Perón había defendido la idea de Hispanidad, destacando las raíces hispánicas de Argentina; no obstante, el peronismo comenzaría a desvincularse de la idea en el periodo 1950-1954, sustituyéndola en su mensaje por el concepto de «Latinidad».
En Colombia, Eduardo Carranza incorporó la idea de Hispanidad en su obra. En Chile, Jaime Eyzaguirre haría lo propio en su obra.
En 1958, durante la dictadura de Francisco Franco, se renombró la celebración del día de la Raza a «Día de la Hispanidad». Poco después, empezaron a aparecer las primeras organizaciones panhispánicas como la Asociación de Academias de la Lengua Española. Sin embargo, en lo referente a la actual España, la imagen de los países hispanoamericanos ha estado declinando hasta ser lentamente sustituidos en popularidad y geopolítica por el resto de países europeos, además de otros países de la zona del Indo-Pacífico. A esto se suma la pérdida de la influencia de Europa (incluida la propia España y Portugal) en América Latina, siendo sustituida por la influencia de potencias militares como China, Estados Unidos y Rusia. Asimismo, de acuerdo con la población española, los países con los que España comparte una mayor similitud son Italia y Portugal, seguidos por Grecia y Francia (especialmente con su zona sur), ya que todos estos países y territorios comparten una misma cultura mediterránea. Además, Rumania es otro país europeo, aparte de los ya mencionados, con el que España comparte una cultura latina común.